# Pantà de Can Macià
El Pantà de Can Macià és una obra d'Òdena (Anoia) inclosa a l'Inventari del Patrimoni Arquitectònic de Catalunya.

## Descripció
Pantà format per un mur de contenció recolzat en els pilars del pont que salva una riera. Aquest està format per tres arcades amb sotavolta i impostes de maó. Existeix una comporta que es pot accionar mitjançant un cargol sense fi manejable des de la barana del pont. En aquesta barana s'hi troben dues làpides que recorden la construcció.

## Història
Obra promoguda per Joan Vives i Gibert i Mercè Ciervo i Sinclair, propietaris de la masia de Can Macià. Fou beneïda pel bisbe Francesc Muñoz i Izquierdo.
En les làpides que trobem a ambdós costats s'hi llegeix, a la de mar M.C.V. 1921, i a la muntanya J.V.G. 1921.